# HK Lada Togliatti
Cet article concerne le club de hockey sur glace. Pour le club de handball, voir HC Lada. Pour le club de football, voir FK Lada Togliatti.
Le Lada Togliatti (en russe : Хоккейный клуб «Лада» Тольятти) est un club de hockey sur glace professionnel de Russie, localisé à Togliatti, dans l'oblast de Samara. Il évolue dans la KHL.

## Historique
Le club a été fondé en juillet 1976 sous le nom de Torpedo Togliatti et a disputé son premier match (amical) le 31 août de la même année contre le Dizelist Penza. En 1979, l'équipe monte en deuxième division mais redescend à la fin de la saison avant de remonter à nouveau en 1982.
En 1990, le club prend son nom actuel et accède un an plus tard à la première division. En 1994, le Lada Togliatti devient la première équipe non moscovite à remporter le championnat national, mais doit s'incliner la saison suivante en finale de la Coupe d'Europe des clubs champions contre le Jokerit Helsinki.
Le club gagne ensuite un deuxième titre de champion de Russie en 1996 et, lors de la saison 1996-1997, remporte la Coupe d'Europe des clubs champions en battant en finale MoDo. En 2006, le Lada remporte la Coupe continentale. En 2008, elle intègre une nouvelle compétition en Eurasie, la Ligue continentale de hockey (KHL). Elle signe alors une affiliation avec le CSK VVS Samara de la Vyschaïa Liga. L'équipe en difficulté financière quitte la KHL en 2010 et est reversée en Vyschaïa Liga jusqu'en 2014. De 2014 à 2018, le Lada participe à la KHL. Après 5 saisons en VHL Il participe à nouveau depuis 2023 à la KHL.

Historique des logos
De 2014 à 2016
De 2016 à 2024.
Depuis 2024.

## Palmarès
Championnat de Russie
- Vainqueur : 1994, 1996.
- Finaliste : 1993, 1995, 1997, 2005.

Coupe MHL
- Vainqueur : 1994.
- Finaliste : 1997.

Coupe Continentale de hockey sur glace
- Vainqueur 2006.

Coupe d'Europe
- Vainqueur : 1996-1997.
- Finaliste : 1994-1995.

## Saisons après saisons
Note: PJ : parties jouées, V : victoires, VP: victoires en prolongation, VF: victoires en fusillade, D : défaites, N : matchs nuls, DP : défaite en prolongation, DTF : défaite en fusillade, Pts : Points, BP : buts pour, BC : buts contre.

### Saisons en KHL
| Saison    | PJ | V  | VP | VTB | D  | DP | DTB | BP  | BC  | Pts | Classement | Séries éliminatoires                    |
| --------- | -- | -- | -- | --- | -- | -- | --- | --- | --- | --- | ---------- | --------------------------------------- |
| 2008-2009 | 56 | 21 | 3  | 5   | 22 | 3  | 2   | 120 | 116 | 84  | 13e/24     | HK CSKA Moscou 3-2 (huitième de finale) |
| 2009-2010 | 56 | 14 | 0  | 2   | 31 | 3  | 6   | 115 | 173 | 55  | 22e/24     | Non qualifié                            |
| 2014-2015 | 60 | 16 | 3  | 5   | 32 | 2  | 2   | 130 | 158 | 68  | 24e/28     | Non qualifié                            |
| 2015-2016 | 60 | 17 | 1  | 4   | 30 | 3  | 5   | 120 | 153 | 69  | 26e/28     | Non qualifié                            |
| 2016-2017 | 60 | 16 | 1  | 4   | 32 | 3  | 4   | 146 | 180 | 65  | 27e/29     | Non qualifié                            |
| 2017-2018 | 56 | 12 | 3  | 1   | 34 | 3  | 3   | 105 | 149 | 50  | 25e/27     | Non qualifié                            |
| 2023-2024 | 68 | 24 | 4  | 4   | 22 | 10 | 4   | 165 | 170 | 78  | 12e/23     | Avangard Omsk 1-4 (huitième de finale)  |
| 2024-2025 | 68 | 17 | 2  | 3   | 36 | 3  | 7   | 150 | 188 | 54  | 20e/23     | Non qualifié                            |

## Entraîneurs
- Boguino (1976-1978)
- Valeri Gouchine (1978-1986)
- Kamenev (1986-1987)
- Viktor Sadomov (1987-1990)
- Tytchkine (1990)
- Guennadi Tsygourov (1990-1999)
- Valeri Postnikov (1999-2001)
- Piotr Vorobiov (2001-2006, 2008-2010)
- Anatoli Iemeline (2006-2007)
- Iouri Novikov (2007-2008)
- Nikolaï Kazakov (2007-2008)
- Sergueï Svetlov (2010)
- Guennadi Tsygourov (2011-2013)
- Igor Jilinski (2013-2014)
- Sergueï Svetlov (2014-2015)
- Artis Ābols (2015-2018)
- Anatoli Iemeline (2018-)